# Klawesyniści francuscy
Klawesyniści francuscy – grupa kompozytorów francuskich działających we Francji w latach 1650–1750, którzy przysłużyli się popularyzacji i rozwojowi muzyki klawesynowej. W 2. połowie XVII byli to m.in: Jacques Champion de Chambonnières (1601–1672), Jean-Henri d’Anglebert (1629–1691) oraz Louis Couperin (1626–1661); w 1. połowie XVIII wieku: François Couperin (1668–1733), Louis-Nicolas Clérambault (1676–1749), Jean-Philippe Rameau (1683–1764), Jean-François Dandrieu (1682–1738) oraz Louis-Claude Daquin (1694–1772).
Pierwsi kompozytorzy muzyki klawesynowej byli organistami, a tworząc kompozycje na klawesyn wzorowali się na polifoniczno-figuracyjnej fakturze charakterystycznej dla muzyki lutniowej; wykorzystywali jej bogatą ornamentykę, wariacje ornamentalne (tzw. doubles) oraz skłonność do programowości. Z czasem wypracowali i ustalili formę suity i charakterystyczną dla stylu galant klawesynową fakturę pełną figuracji i ozdobników przedłużających krótki dźwięk strun instrumentu. Komponowali również utwory kameralne, religijne, kantaty i opery.
Utwory klawesynistów francuskich wywarły duży wpływ na twórczość kompozytorów z innych krajów, m.in. Johanna Jakoba Frobergera (1616–1667) w Niemczech oraz Alessandra Pogliettiego (zm. 1683) we Włoszech.